# 6660 Мацумото
6660 Мацумото (6660 Matsumoto) — астероїд головного поясу, відкритий 16 січня 1993 року.
Тіссеранів параметр щодо Юпітера — 3,509.